# Bordertown (serie televisiva 2016)
Bordertown (Sorjonen) è una serie televisiva finlandese di genere poliziesco creata da Miikko Oikkonen.

## Trama
L'ispettore di polizia Kari Sorjonen è uno dei più importanti ufficiali della National Bureau of Investigation in Finlandia. Dopo che sua moglie viene colpita da un terribile cancro al cervello, l’uomo decide di lasciare il dipartimento nazionale per diventare il capo di polizia della cittadina di Lappeenranta. Credendo di godere un po’ di serenità nella cittadina al confine con la Russia, in realtà Sorjonen si ritrova impegnato a risolvere numerosi crimini misteriosi.

## Episodi
| Stagione         | Episodi | Prima TV Finlandia | Pubblicazione Italia |
| ---------------- | ------- | ------------------ | -------------------- |
| Prima stagione   | 11      | 2016               | 2018                 |
| Seconda stagione | 10      | 2018               | 2019                 |
| Terza stagione   | 10      | 2019-2020          | 2020                 |

## Produzione
Bordertown è stata prodotta per Yle tramite Fisher King Production e Federation Entertainment. La serie è stata presentata nel MIPTV Media Market di Cannes il 3 aprile 2016.
La serie è stata trasmessa in Finlandia sul canale Yle TV1 dal 16 ottobre 2016 al 2 febbraio 2020 in tre stagioni.
In Italia la prima stagione è uscita sulla piattaforma Netflix il 15 luglio 2018. La seconda è stata distribuita il 2 febbraio 2019. La terza stagione è stata pubblicata l'11 maggio 2020.
Il 27 ottobre 2021 in Finlandia esce un film dal titolo Bordertown: Mural Murders di cui successivamente Netflix compra di diritti di distribuzione.